# Julian Schmidt (Literaturhistoriker)
Heinrich Julian Schmidt (* 7. März 1818 in Marienwerder, Provinz Westpreußen; † 27. März 1886 in Berlin) war ein deutscher Literaturhistoriker.

## Biografie
Julian Schmidt war der Sohn eines Kalkulators, eines Beamten der Finanzverwaltung. Ab 1. November 1827 besuchte er das königl. evangelische Gymnasium seiner Heimatstadt und bekam am 30. März 1837 sein Reifezeugnis. Anschließend studierte er Geschichte und Philologie an der Albertus-Universität Königsberg, u. a. bei Karl Rosenkranz. Sein Studium beendete er am 9. Juli 1840 mit der Promotion zum Dr. phil. In den Blättern der Erinnerung (Schmiedeberg) ist ein studentisches Porträtaquarell von ihm erhalten.
In Königsberg absolvierte Schmidt sein Probejahr als Oberlehrer und wechselte 1843 als Lehrer an die Luisenstädtische Realschule in Berlin. Dieses Amt gab er 1847 auf und ließ sich in Leipzig nieder, wo er Mitarbeiter von Ignaz Kurandas literarisch-politisch ausgerichteten Zeitung Die Grenzboten wurde. Zusammen mit Gustav Freytag übernahm Schmidt ab Juli 1848 die Redaktion und machte sie zum einflussreichsten Organ des programmatischen Realismus. Gerade Schmidts zahlreiche literaturkritische Artikel über Friedrich Hebbel, Karl Gutzkow und andere wurden äußerst kontrovers diskutiert. Diese wöchentliche Zeitung hatte auch politische Bedeutung, weil sie mit der Zeit auch zum Sprachrohr der großen konstitutionellen oder gemäßigt liberalen Partei der 50er Jahre, der sogenannten Gothaer, wurde.
1856 heiratete Julian Schmidt die niedersächsische Pfarrerstochter Elise Fehsenfeld.
Julian Schmidt pflegte auch freundschaftliche Beziehungen zu den Grenzboten-Mitarbeitern. Neben Gustav Freytag sind hier vor allem Jacob Kaufmann und Moritz Busch zu nennen. Mit der Schriftstellerin Claire von Glümer korrespondierte Julian Schmidt über Jahrzehnte und schätzte sie als kritische Leserin zahlreicher seiner Buchmanuskripte, besonders der mehrbändigen Deutschen Literaturgeschichte. Es kam auch zu verschiedenen persönlichen Begegnungen.
Ende 1861 verließ Schmidt Die Grenzboten und wechselte nach Berlin zur Berliner Allgemeinen Zeitung. Dort wirkte er, bis diese Ende 1863 ihr Erscheinen einstellen musste. Sie war von Georg von Vincke gegründet worden und von dessen Parteifreunden der Altliberalen Partei wurde sie auch finanziert.
1865 verkaufte Schmidt seinen Anteil am Grenzboten an Max Jordan. Ab dieser Zeit trat er nur noch gelegentlich mit Artikeln an die Öffentlichkeit, u. a. in Ernst Dohms und Julius Rodenbergs Salon für Literatur, Kunst und Gesellschaft oder Heinrich von Treitschkes Preussische Jahrbücher.
Zu seinem 60. Geburtstag erhielt Schmidt 1878 von Wilhelm I. ein Ehrengehalt von 1500 Mark. In den nächsten Jahren zog sich Schmidt immer mehr ins Privatleben zurück und starb drei Wochen nach seinem 68. Geburtstag am 27. März 1886.

## Rezeption
Im Gegensatz zu dieser recht wohlwollenden Einschätzung (nach Meyers Konversations-Lexikon, 1888, 4. Auflage, leicht sprachlich überarbeitet) standen Auffassungen innerhalb der deutschen Sozialdemokratie. Franz Mehring bezeichnete Schmidt als den König des Sudelgeschlechts. Ferdinand Lassalle schrieb in seiner 1862 erschienenen Streitschrift Herr Julian Schmidt der Literaturhistoriker, mit Setzer-Scholien herausgegeben, Leute wie Schmidt hätten „aus den Schriften der Denker und Gelehrten sich einiger vornehmen Ausdrücke bemächtigt und mit Hilfe derselben sich eine eigene Art von gespreizter ‚Bildungssprache‘ erzeugt, die einen wahren Triumph der modernen Bildung darstellt und zeigt, wohin es die Kunst bringen kann. Es ist eine nach den Gesetzen der belletristischen Routine kaleidoskopartig durcheinandergerüttelte und geschüttelte Anzahl von Worten, die keinen Sinn geben, aber auf ein Haar so aussehen, als gäben sie einen solchen und einen erstaunlich tiefen!“

## Werke (Auswahl)
- Geschichte der Romantik im Zeitalter der Reformation und der Revolution. Studien zur Philosophie der Geschichte. Herbig, Leipzig 1847. 2 Bände. (Digitalisat Band 1), (Band 2)
- Geschichte der deutschen Nationallitteratur im 19. Jahrhundert. Leipzig : Herbig 1853. 2 Bände. 
  - Band 1 Digitalisat Bayerische Staatsbibliothek
  - Band 2 Digitalisat Bayerische Staatsbibliothek
- Geschichte der französischen Litteratur seit der Revolution 1789. 1. Aufl. Leipzig : Herbig 1858 2 Bände. 
  - Band 1 Digitalisat Bayerische Staatsbibliothek, Digitalisat Staatsbibliothek Bamberg
  - Band 2 Digitalisat Bayerische Staatsbibliothek, Digitalisat Staatsbibliothek Bamberg
- Geschichte der Deutschen Literatur seit Lessing's Tod. 4. Aufl. Leipzig : Friedrich Ludwig Herbig 1858 (3 Bde., früherer Titel: Jena und Weimar). 1855. 
  - Band 1 Digitalisat Bayerische Staatsbibliothek
  - Band 2 Digitalisat Bayerische Staatsbibliothek
  - Band 3 Digitalisat Bayerische Staatsbibliothek
- Geschichte der Deutschen Literatur seit Lessing's Tod. 5. Aufl. Leipzig : Friedrich Wilhelm Grunow
  - Band 3 (1867) Digitalisat Bayerische Staatsbibliothek
- Geschichte des geistigen Lebens in Deutschland von Leibniz bis auf Lessings Tod, 1681-1781. Leipzig 1861–1863. 2 Bände. (Digitalisat Band 1), (Band 2)
- Übersicht der englischen Litteratur im 19. Jahrhundert. Sondershausen 1859.
- Schiller und seine Zeitgenossen. Leipzig 1859. (Digitalisat)
- Die Notwendigkeit einer neuen Parteibildung. Berlin 1866. (Digitalisat)
- Bilder aus dem geistigen Leben unsrer Zeit. Leipzig : Duncker & Humblot 1870–74 (4 Bde.)
  - Band 1.1870 Bayerische Staatsbibliothek
    - Die neue Generation
    - Die europäische Literatur in ihrem gegenwärtigen Standpunkt.
    - Die Wendung des Jahres 1848
    - Der Einfluß des preußischen Staats auf die deutsche Literatur
    - Studien über die romantische Schule
    - Aus Schelling's Leben in Briefen "
    - Goethe und Suleika
    - Heinrich von Kleist's, Prinz von Homburg"
    - Hegel im Licht der Gegenwart .
    - Walter Scott.
    - Sainte Beuve und die französische Nomantik
    - Edward Bulwer.
    - George Eliot
    - Paul Heyse.
    - Iwan Turgénjew
    - Erkmann - Chatrian

  - Band 2.1871 Bayerische Staatsbibliothek
    - Dickens
    - Fernan Caballero und Alt-Spanien
    - Lamartine
    - Pariser moralische Velleïtäten
    - Heine
    - Berliner Plaudereien
    - Der Krieg gegen Frankreich

  - Band 3.1873 Bayerische Staatsbibliothek
    - Fragmente über Shakespeare
    - Willibald Alexis
    - Friz Reuter Friedrich Spielhagen
    - Herman Grimm.
    - Georg Gervinus
    - Die Ideale
    - Die Philosophie und das Katheder
    - Lebrecht Uhlich
    - Jacob Kaufmann
- Geschichte der französischen Literatur seit Ludwig XVI., 1774. 2. umgearb. Aufl. Leipzig : Friedrich Wilhelm Grunow 1873–74 2 Bände. 
  - Band 1 Digitalisat Bayerische Staatsbibliothek, Digitalisat Staatsbibliothek Augsburg
  - Band 2 Digitalisat Bayerische Staatsbibliothek, Digitalisat Staatsbibliothek Augsburg
- Porträts aus dem 19. Jahrhundert. Berlin 1878.
- Geschichte der Deutschen Litteratur von Leibniz bis auf unsere Zeit. Bd. 1–5. Berlin: Hertz 1886–1896. 
  - Digitalisat Band 1
  - Band 2
  - Band 3
  - Band 4
  - Band 5

### Monografien
- Norbert Otto: Julian Schmidt – eine Spurensuche. Olms-Verlag, Hildesheim 2018, ISBN 978-3-487-08617-0.
- Norbert Otto: Der zarte Flügelschlag der Freiheit - Die Schriftstellerin Claire von Glümer und ihr Lebenskreis, Norderstedt 2024, ISBN 978-3-759-75691-6
- Ferdinand Lassalle: Herr Julian Schmidt, der Literaturhistoriker. Mit Setzer-Scholien. Röthing Verlag, Leipzig 1872.
- Alex Köster: Julian Schmidt als literarischer Kritiker. Ein Beitrag zur Entwicklung des Realismus im 19. Jahrhundert und zur Geschichte der Kritik. Diss. Univ. Münster 1933.
- Bernd Peschken: Versuch einer germanistischen Ideologiekritik. Goethe, Lessing, Novalis, Tieck,  Hölderlin, Heine in Wilhelms Diltheys und Julian Schmidts Vorstellungen. Metzler, Stuttgart 1972, ISBN 3-476-00250-0.

### Aufsätze
- Gustav Freytag: Julian Schmidt bei den Grenzboten. In: Heinrich von Treitschke (Hrsg.): Preussische Jahrbücher, 57. Band, Berlin 1886, S. 584–592 (PDF)
- Constantin Rößler: Schmidt, Julian. In: Allgemeine Deutsche Biographie (ADB). Band 31, Duncker & Humblot, Leipzig 1890, S. 751–768.
- Michael Thormann: Der programmatische Realismus der Grenzboten im Kontext liberaler Politik, Philosophie und Geschichtsschreibung. In: Internationales Archiv für Sozialgeschichte der deutschen Literatur, Bd. 18 (1993), S. 37–68.
- Sebastian Susteck: Schmidt, Heinrich Julian Aurel. In: Neue Deutsche Biographie (NDB). Band 23, Duncker & Humblot, Berlin 2007, ISBN 978-3-428-11204-3, S. 198 f. (Digitalisat).